# Space Diver
Space Diver (с англ. — «Ныряющий в космос») — дебютный альбом проекта Mind Isle, вышедший 4 июля 2025 года. Альбом состоит из 10 музыкальных композиций, написанных с использованием электронных инструментов, без вокала. Исключение составляют последние две композиции в альбоме, где использованы а капелла (Perception of Reality), и вокальные сэмплы (As Midnight Settles). Альбом представлен на всех известных стриминговых площадках.

## Список композиций
| №   | Название                | Автор(ы)          | Перевод                 | Длительность |
| --- | ----------------------- | ----------------- | ----------------------- | ------------ |
| 1.  | «Shining»               | Александр Кудерко | Сияние                  | 4:09         |
| 2.  | «Emptiness»             | Александр Кудерко | Пустота                 | 2:35         |
| 3.  | «Space Diver»           | Александр Кудерко | Ныряющий в космос       | 5:18         |
| 4.  | «A Way in Darkness»     | Александр Кудерко | Путь в темноте          | 3:30         |
| 5.  | «Temporary Separation»  | Александр Кудерко | Временное разделение    | 4:20         |
| 6.  | «Lonely Star»           | Александр Кудерко | Одинокая звезда         | 2:52         |
| 7.  | «Reincarnation»         | Александр Кудерко | Реинкарнация            | 4:10         |
| 8.  | «Solitude»              | Александр Кудерко | Одиночество             | 3:22         |
| 9.  | «Perception of Reality» | Александр Кудерко | Ощущение реальности     | 2:41         |
| 10. | «As Midnight Settles»   | Александр Кудерко | Когда наступает полночь | 3:52         |

## Описание
Это десять атмосферных электронных композиций, которые переносят слушателя в необъятные глубины космоса — туда, где величие неизведанного граничит с ощущением одиночества в бесконечном пространстве.
Space Diver — это не просто набор треков, а целая история. Каждый трек имеет свой характер, свою интонацию и настроение. Хотя все они выполнены в разных стилистических решениях - их объединяет глубокая, почти кинематографичная атмосфера. Это музыка, которая не ограничивает себя жанровыми рамками, и, возможно, именно поэтому она так близка к состоянию абсолютной свободы.
"Эти работы очень важны для меня. Их создание всегда сопровождалось большим количеством эмоций — как от самого процесса, так и от внутреннего отклика. Я никогда не загонял себя в стилистические рамки, и каждый раз ищу новые пути выразить то, что словами передать невозможно" - комментирует автор проекта Mind Isle.
Альбом погружает в пространство, где невообразимая красота сталкивается с экзистенциальной тоской, а чувство одиночества растворяется в величии вселенной. Это саундтрек к мыслям о недостижимом и вечном.